# Aurelio Cabrera Gallardo
Aurelio Cabrera Gallardo (Alburquerque, provincia de Badajoz, 16 de enero de 1870-Toledo, 26 de noviembre de 1936) fue un escultor, profesor, ilustrador y arqueólogo español, más conocido como autor de numerosos monumentos conmemorativos entre los que cabe mencionar los dedicados a figuras extremeñas como Vasco Núñez de Balboa, El Brocense, José de Espronceda, Hernán Cortés o Zurbarán, a los soldados muertos en Cuba y Filipinas o las víctimas de las guerras coloniales, ubicado en el Parque del Oeste (Madrid).

## Biografía
De familia muy humilde, gracias a las notables dotes naturales que el joven muestra para la práctica artística, recibe inicialmente una pequeña ayuda del Ayuntamiento de Alburquerque, lo que le permite matricularse en la Academia Municipal de Dibujo y Pintura de Badajoz, en la que toma clases del pintor pacense del momento y fundador del centro Felipe Checa. En 1896, es pensionado por Francisco Fernández Marquesta, conde de la Torre del Fresno, prosiguiendo sus estudios en la Escuela Especial de Pintura, Escultura y Grabado de Madrid.

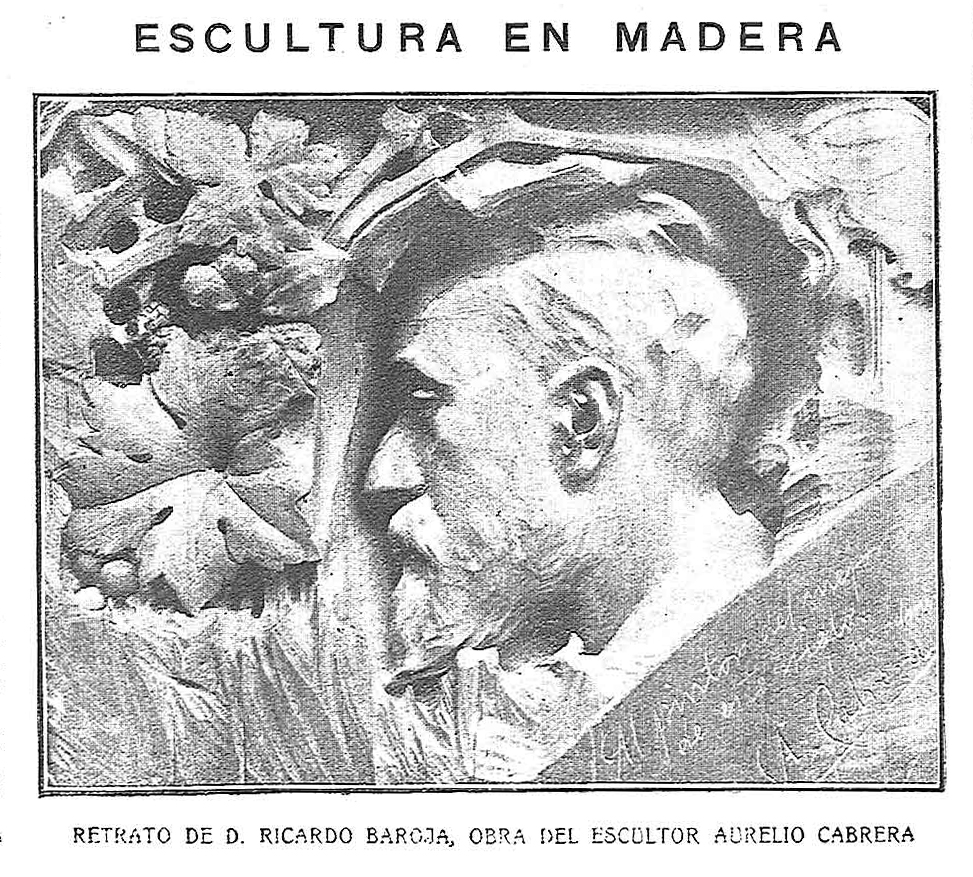
Escultura en madera de Aurelio Cabrera representando a Ricardo Baroja (El Gráfico, 19 de diciembre de 1904)

Entre otros galardones, obtuvo Mención Honorífica en la Exposición Regional Extremeña de 1892, Tercera Medalla en las Exposiciones Nacionales de Bellas Artes de 1897, 1901 por San Sebastián, depositado en el Museo Municipal de Bellas Artes de Santa Cruz de Tenerife, y 1906, Primera en la edición de 1903 por la obra titulada Un sobrinito del señor cura, etc.
Como profesor, ganó por oposición la plaza de Talla y Carpintería artística de la Escuela Superior de Artes Industriales de Toledo. En 1921, fue nombrado director de la Escuela de Artes y Oficios Artísticos de la capital, donde su «celo y amor a la enseñanza le lleva a realizar excursiones artísticas, en las que acompañado de sus discípulos les [introduce] en las bellezas plásticas que atesora nuestra ciudad».
En su condición de historiador y crítico de arte, participa activamente en la celebración del cuarto centenario de la muerte de El Greco (1914), si bien cabe resaltar que su «particular» visión de aquella España oprimida bajo la «losa fría del poder absoluto» no debió de resultar muy del agrado de la sociedad toledana del momento:

Así logró hacerlo con nuestro pueblo en sus postreros años, pintándonos aquella España que se secaba en exagerados ascetismos o se replegaba fofa [sic] en las hojarascas y volutas de un desdichado barroquismo, desarrollado a la sombra o al resplandor de las llamas, bajo la presión formidable de aquella losa fría del poder absoluto, auxiliado por el desaparecido poder que impedía que, sobre la tierra española, cayera de plano la luz clarísima del sol de la libertad, de la justicia y de la belleza bien entendida.

Aurelio Cabrera y Gallardo. Escultor. Toledo-16-III-914.

Como arqueólogo, se dedicó a la búsqueda y estudio de diversos yacimientos, especialmente prehistóricos, romanos y visigodos, lo que le valió su nombramiento como miembro de la Real Academia de Bellas Artes y Ciencias Históricas de Toledo, cargo que desempeñó de junio de 1916 a octubre de 1923.
Tras ser encarcelado al poco tiempo de la toma de Toledo a finales de septiembre de 1936 por las tropas franquistas, fue fusilado el 26 de noviembre, a los sesenta y seis años de edad, siendo sepultado en el cementerio local de Nuestra Señora del Sagrario.

## Obra seleccionada

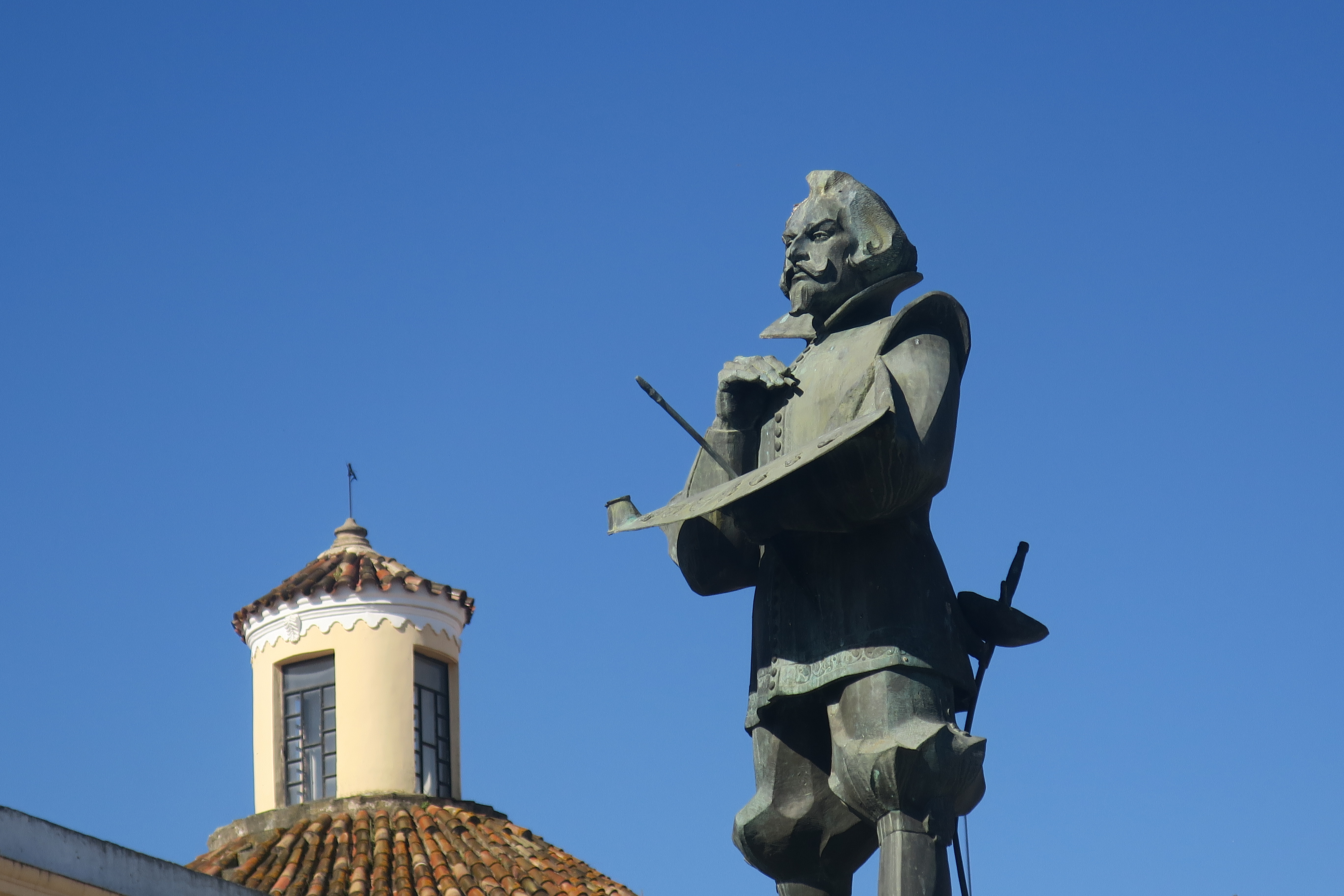
Monumento a Zurbarán en Badajoz.

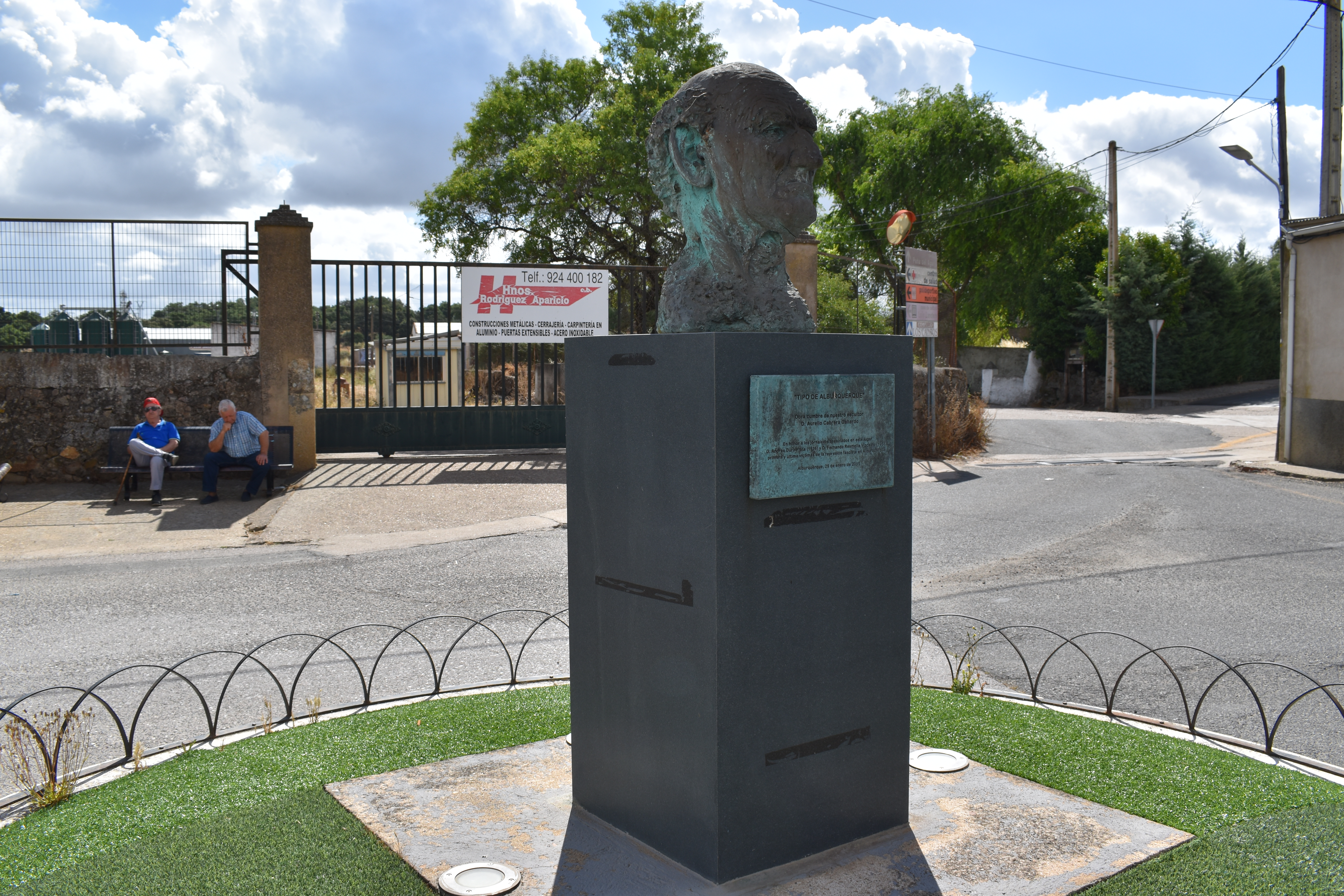
Tipo de Alburquerque, copia situada en dicha localidad.

Desde el vigoroso realismo de su primera etapa, la obra de Cabrera evoluciona progresivamente hasta alcanzar en los años 20 y 30 un cierto expresionismo subjetivo, observable en un trabajo más tosco y abocetado de la superficie escultórica, que da paso a una mayor simplicidad formal a base de grandes planos separados por fuertes aristas de los últimos años, visible en piezas como su autorretrato o, sobre todo, el conocido monumento a Zurbarán, lo que lleva a distinguirlo de los autores coetáneos que sistemáticamente vienen conformando el panorama artístico extremeño de la primera mitad del siglo XX.
Buena parte de las mismas se hallan en la actualidad dispersas por diferentes colecciones particulares y organismos oficiales de Alburquerque, Badajoz (MUBA), Toledo o Madrid, lo que dificulta especialmente el descubrimiento de una obra, en general, apenas conocida por el público:
- San Sebastián, c. 1901. Yeso, 215 x 45 cm. Museo del Prado (depositado en el Museo Municipal de Bellas Artes de Santa Cruz de Tenerife). E901.
- Tipo de Alburquerque. Bronce. Museo Provincial de Bellas Artes de Badajoz (MUBA). A principios de 2011, se inauguró una copia de la misma, situada en la calle San Antón de la localidad.[25]
- Monumento a Zurbarán, 1930. Bronce. Se realizaron tres reproducciones de la pieza, instaladas en Sevilla (1930?),[26] Badajoz (Plaza de Cervantes/San Andrés, 1932)[27] y Fuente de Cantos, pueblo natal del pintor (1934).

## Hemerografía
- López Cano, Eugenio (feb. 1982). «Aurelio Cabrera, artista y arqueólogo». Alminar (Diputación Provincial de Badajoz: Institución Cultural "Pedro de Valencia") (32): 4-6.
- Palomo Lechón, Agustín; Palomo Lechón, Sandra (may.-ago. 2014). «Tras las huellas de Cabrera. Arqueología y prehistoria en el Alburquerque de primeros del siglo XX». Revista de Estudios Extremeños (Badajoz: Servicios Culturales de la Excma. Diputación Provincial). LXX (II): 691-724. ISSN 0210-2854.

Prensa histórica
- CABRERA Y GALLARDO, AURELIO (18 mar. 1914). «Domeniko Theotocopulo, el Greco – Pintor, Escultor y Arquitecto». Centenario del Greco – Revista dedicada a la memoria del insigne pintor (Toledo) (3): VIII-XV.
- Julio G. Pola, Aurelio Cabrera, Ricardo Mateos (27 sep. 1903). «Suplantación de firmas». El Abejar (Béjar) (17): 2.
- Corzo, Isidoro (27 sep. 1903). «El monumento a los soldados». Nuevo Diario de Badajoz (3360): 1.
- Morais, D. A. (29 may. 1904). «Aurelio Cabrera». El Castellano. Exposición de Bellas Artes (Salamanca) (147): 1.
- Cabrera, Aurelio (21 mar. 1906). «Monumento a "El Brocense"». La Coalición (Badajoz) (1247): 2.
- REDACCIÓN (12 sep. 1906). «Notas municipales». ABC (Madrid): 6-7.
- Georges (18 abr. 1907). «Escuela de Artes Industriales». La Campana Gorda (Toledo) (860): 2.
- REDACCIÓN (13 sep. 1907). «El centenario de Rojas». ABC. Noticias y Sucesos (Madrid) (83): 7.
- Cascales y Muñoz, José (nov. 1907). «El escultor Cabrera y sus obras». Por Esos Mundos. Publicación mensual de Literatura, Arte y actualidades (Madrid) (154): 387-393.
- REDACCIÓN (23 dic. 1907). «El monumento a Espronceda». El Adelanto (Salamanca) (7209): 2.
- Abril, Julio (25 mar. 1908). «El centenario de Espronceda». El Adelanto (Salamanca) (7288): 1.
- Abril, Julio (26 mar. 1908). «El centenario de Espronceda». La Campana Gorda (Toledo) (909): 2-3.
- REDACCIÓN (5 sep. 1908). «Los Cuentos Extremeños». El Avisador Numantino. Publicaciones (Soria) (2788): 2.
- REDACCIÓN (8 sep. 1908). «Los Cuentos Extremeños». El Bloque. Noticias (Cáceres) (44): 3.
- REDACCIÓN (24 sep. 1908). «Los Cuentos Extremeños». El Avisador Numantino. Publicaciones (Soria) (2793): 2.
- E. C. (19 sep. 1916). «De Alburquerque». El Bloque (Cáceres) (468): 1.
- REDACCIÓN (7 nov. 1930). «Monumento a Zurbarán». La Libertad (Madrid) (3319): 4.
- REDACCIÓN (9 nov. 1930). «Monumento a Zurbarán». Diario de la Marina (La Habana) (311): 15.
- REDACCIÓN (28 dic. 1930). «La estatua de Zurbarán». Correo Extremeño (Badajoz) (7834): 12.
- A. C. (10 ene. 1931). «El escultor Aurelio Cabrera es nombrado presidente de honor del Círculo de la Unión». Correo Extremeño (Badajoz) (7845): 5.